# 博多井筒屋
株式会社博多井筒屋（はかたいづつや）は、かつて福岡県福岡市のJR博多駅博多口にあった日本の百貨店で、地場大手百貨店井筒屋の子会社。

## 概要
博多井筒屋が入居していた博多駅旧駅ビルは、国鉄時代の1963年（昭和38年）に今の福岡市営地下鉄祇園駅付近から現在地に同駅が移転した際に開業した。
翌1964年（昭和39年）3月に3階から6階にユニードの母体企業を経営していた渕上家が「大光百貨店」を、2階に専門店街として「専門大店」（32店）が同時に開業したが、開業からまもなく1964年（昭和39年）7月に「大光百貨店」は撤退した。
このため、駅ビルの運営会社である博多ステーションビルが後継テナントを探していたところ、福岡市への進出を目指していた井筒屋が名乗りを上げた。
博多ステーションビルと株式会社井筒屋が共同して1965年（昭和40年）12月6日に株式会社博多井筒屋を設立、翌1966年（昭和41年）5月1日に店舗営業を開始した。
博多駅ビルには他に核となる大型の商業施設が無かったこともあり、以後およそ40年にわたって、博多駅周辺地域の商業拠点として旅行客や駅周辺で働く人達に利用された。井筒屋としても、赤字店ではあったものの連結売上高には大きく貢献していたことから、県都・福岡市における拠点として小倉・黒崎の北九州2店とともに重要視していた。
九州旅客鉄道（JR九州）が九州新幹線の博多駅乗り入れに伴う新駅ビルを建設する方針を決定した際に、井筒屋側は百貨店として引き続き入居を希望したが、核テナントは阪急百貨店（博多阪急）となった。
井筒屋は2005年（平成17年）1月26日に社長名の文書で「新駅ビルへの核百貨店としての出店について前向きに検討したい」などと営業継続を求めていた。
他社に優先して交渉することを主張した井筒屋の訴えで福岡簡易裁判所で同年12月に第1回、2006年（平成18年）1月31日に第2回の調停が行われたが、九州旅客鉄道も他社と同列に扱う方針を曲げず溝が埋まらなかったため、調停は決裂しかけた。
しかし、最終的には補償金45億円を受領して退去することになり、2007年（平成19年）3月31日に博多井筒屋は閉店した。閉店に伴い、法人としての博多井筒屋も解散し・法人格が消滅した。